# 切切利尼克區

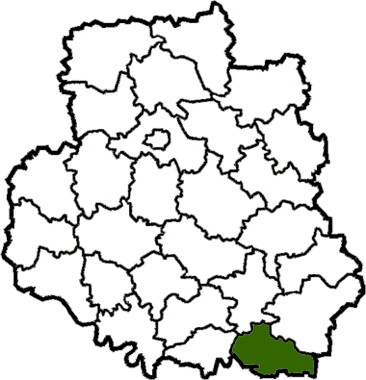

48°12′N 29°21′E / 48.200°N 29.350°E
切切利尼克區（烏克蘭語：Чечельницький район）是位於烏克蘭西南部的舊區，由文尼察州負責管轄，首府設於切切利尼克，並於2020年被撤銷。該區面積760平方公里，2013年人口22,385，人口密度每平方公里29.45人。